# HOK Magic Ice Domaljevac
HOK Magic Ice Domaljevac je bosanskohercegovački odbojkaški klub iz Domaljevca.

## Povijest
Klub je osnovan 24. ožujka 1980. kao OK Mladost. Prvi predsjednik bio je Mijo Leovac, a trener Đuro Kesić. Od sezone 2010./11. nastupaju u Premijer ligi BiH za odbojkaše.
Iz sponzorskih razloga od 2023,. nose naziv HOK Magic Ice.
Svoje susrete igraju u športskoj dvorani u srednjoškolskom centru u Orašju, zbog ne postojanja iste u Domaljevcu.